# 日本汽車工業

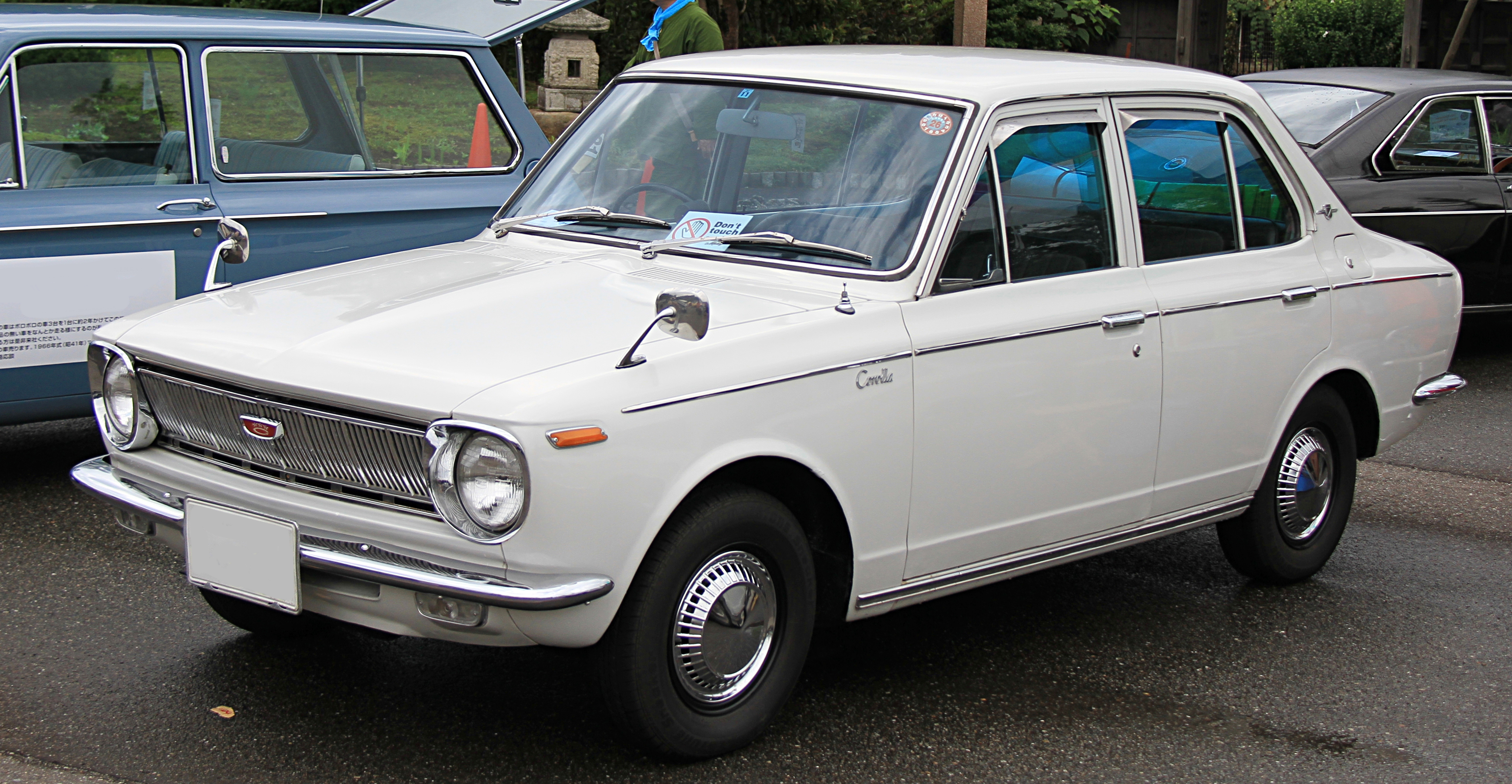
第一代丰田卡罗拉（1966年），全球有史以来最畅销的汽车系列；截至2023年总共经历12代

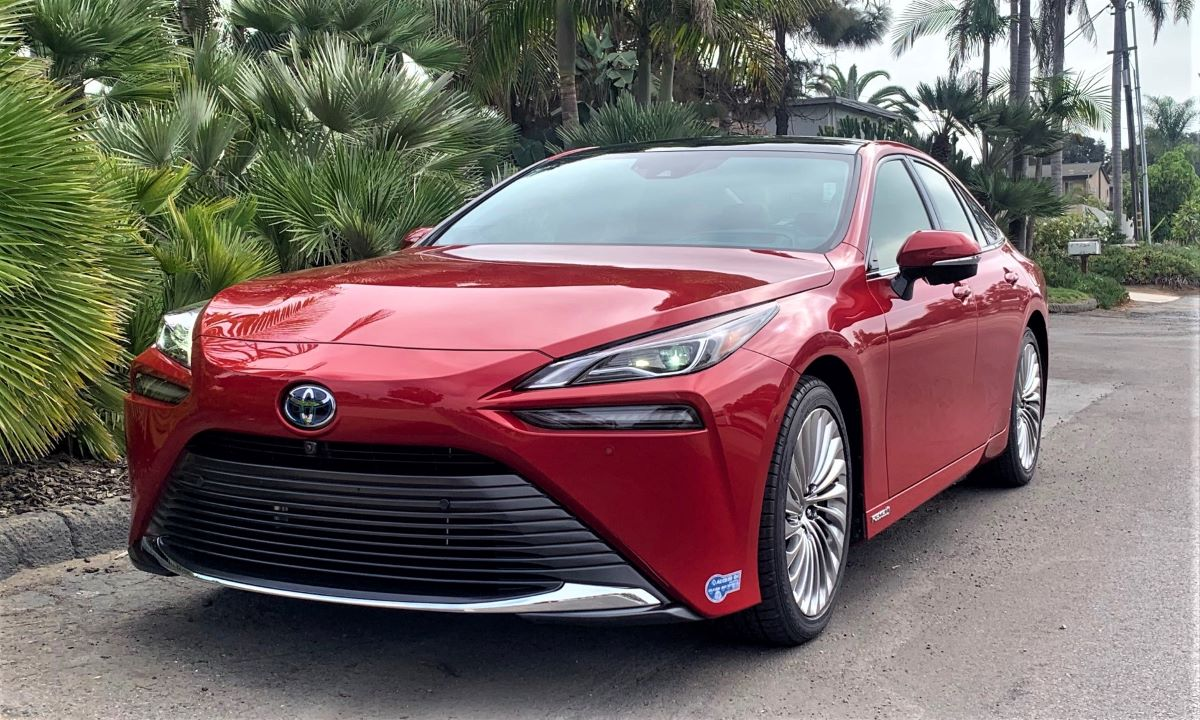
丰田Mirai，全球首部商业贩售的氢燃料汽车

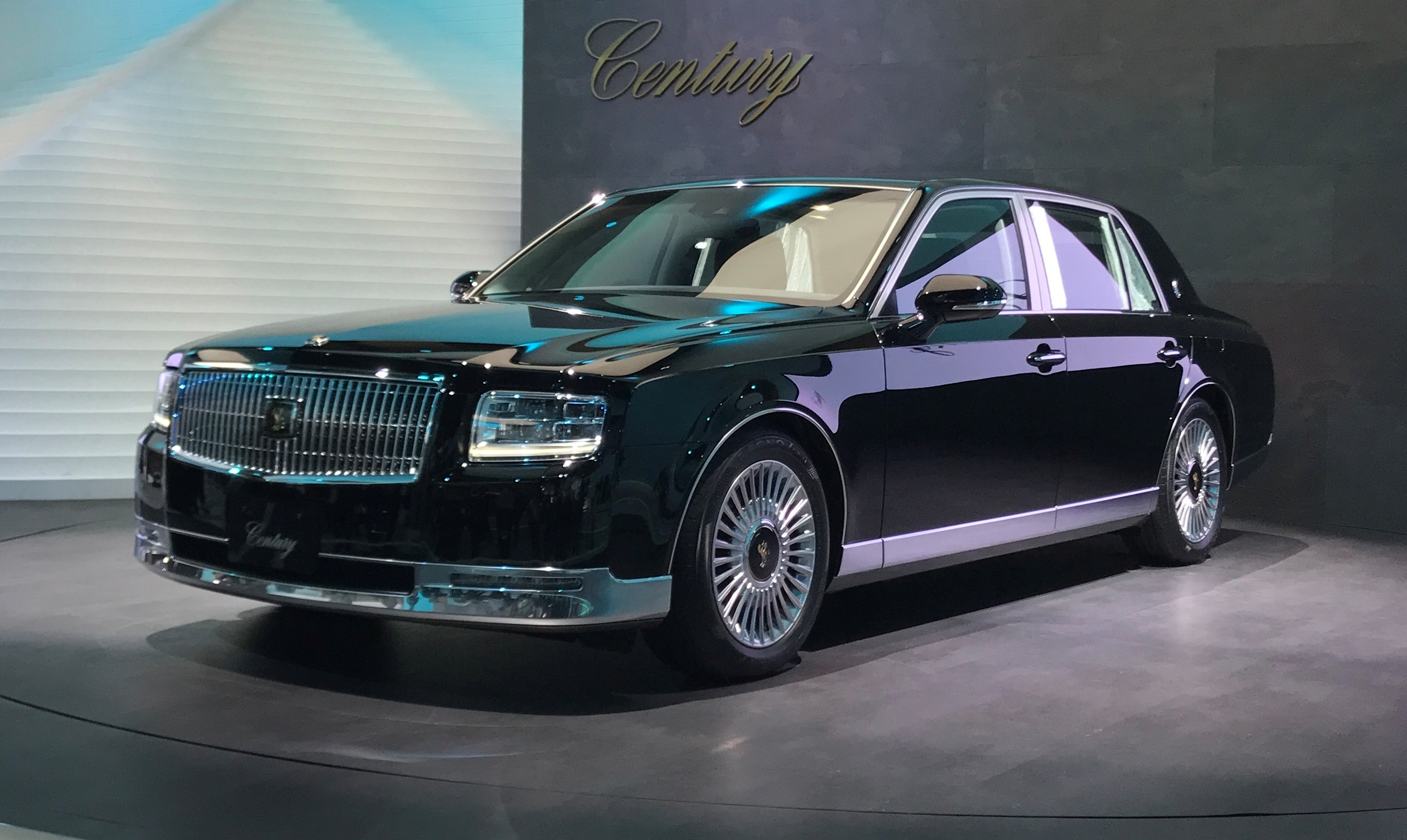
丰田世极（第3代），代表日本最高造车工艺

日本汽车工业是世界上最突出、规模最大的产业之一。自1960年代以来，日本一直是汽车产量最多的国家，一举超过德国。日本的汽车工业在1970年代到1990年代迅速发展（当时它既面向国内使用，也面向全球出口），終於在20世纪80年代和20世纪90年代一度超过美国成為全球頭號汽車生產國，並且當時每年能生产1300万辆汽车，其中許多出口至全球。2000年代隨著中国汽車產量的增加以及美国汽車产量的恢復，日本成為世界第三大汽车生产国，2012年汽车年产量为990万辆。过去几十年来，日本的投资帮助许多国家的汽车工业发展。
日本的汽车产业是带动其制造业的关键产业，因该产业而波及的直接·间接劳动人口约542万人，占日本制造业人口49.6%，占日本总劳动人口比率约8%，汽车产业出货量占其总制造业19%。

## 概述
日本在20世纪10年代中后期开始制造第一辆汽车。这些公司要么设计自己的卡车（当时日本的乘用车市场很小），要么与欧美车企合作，在日本生产和销售授权汽车。这方面的例子有五十铃与沃尔斯利汽车（英国）合作，日产与英国汽车制造商奥斯汀汽车合作，三菱A型车则以菲亚特Tipo 3为基础。二战前，日本的军事集结大大增加了对国产卡车的需求，导致许多日本制造商打破传统，设计自己的汽车。20世纪70年代，日本率先在汽车制造中使用机器人。
日本拥有许多生产汽车、工程车辆、摩托车、全地形车和发动机的公司。其汽车制造商包括丰田、本田、大发、日产、铃木、马自达、三菱汽车、斯巴鲁、五十铃、日野汽车、川崎重工、雅马哈摩托车和光冈。英菲尼迪、讴歌和雷克萨斯分别是日产、本田和丰田的豪华品牌。
日本设计的汽车多次荣获欧洲年度风云车大奖、国际年度风云车大奖和世界年度风云车大奖。20世纪50年至60年代，日本汽車首度拓展國際市場，將其產品出口至外國，起初都曾遇到過如同及後的韓國車和中國車般的問題，品質問題和抄襲的爭議導致它比起歐洲車的印象較為遜色。在各大日本車廠鼎力參與動力運動的情況下，日本車在國際間得到了空前的知名度，生產線廣泛採用了五个为什么和精益六西格瑪等管理技巧，質量上得到重大改進，耐用及超值與日本車畫上了等號。日本汽车还符合日本政府的“尺寸法规”要求，发动机排量还受“道路税率”法规的进一步管制，这也影响了所有进口汽车在日本市场的销路。

## 历史

### 早年

1908年，有栖川宫威仁亲王（中）正在驾驶一辆英国制造的达拉克轿车，为日本首次的汽车自驾游。

1904年，雅马哈创始人山叶寅楠生产出日本第一辆由蒸汽机提供动力的国产公共汽车。1907年，内山驹之助制造了“Takuri”，为第一辆完全由日本制造的汽油发动机汽车。1910年，国末汽车制造所试制了第一辆车，次年与东京汽车有限公司合作生产了“东京”牌轿车。1911年，快进社汽车工厂成立，后来开始生产名为DAT的汽车。1920 年，威廉·R·戈勒姆创立的实洋自动车制造开始生产戈勒姆，后来又生产了Lila。1926年，该公司与快进社合并，成立了DAT汽车制造公司（后来演变为日产汽车）。1924年至1927年，白洋社铁工所生产了Otomo。纺织品制造商丰田于1936年开始生产汽车。然而，早期的车辆大多是军事补贴下生产的卡车。五十铃、雅马哈和大发最初专注于柴油发动机的开发。

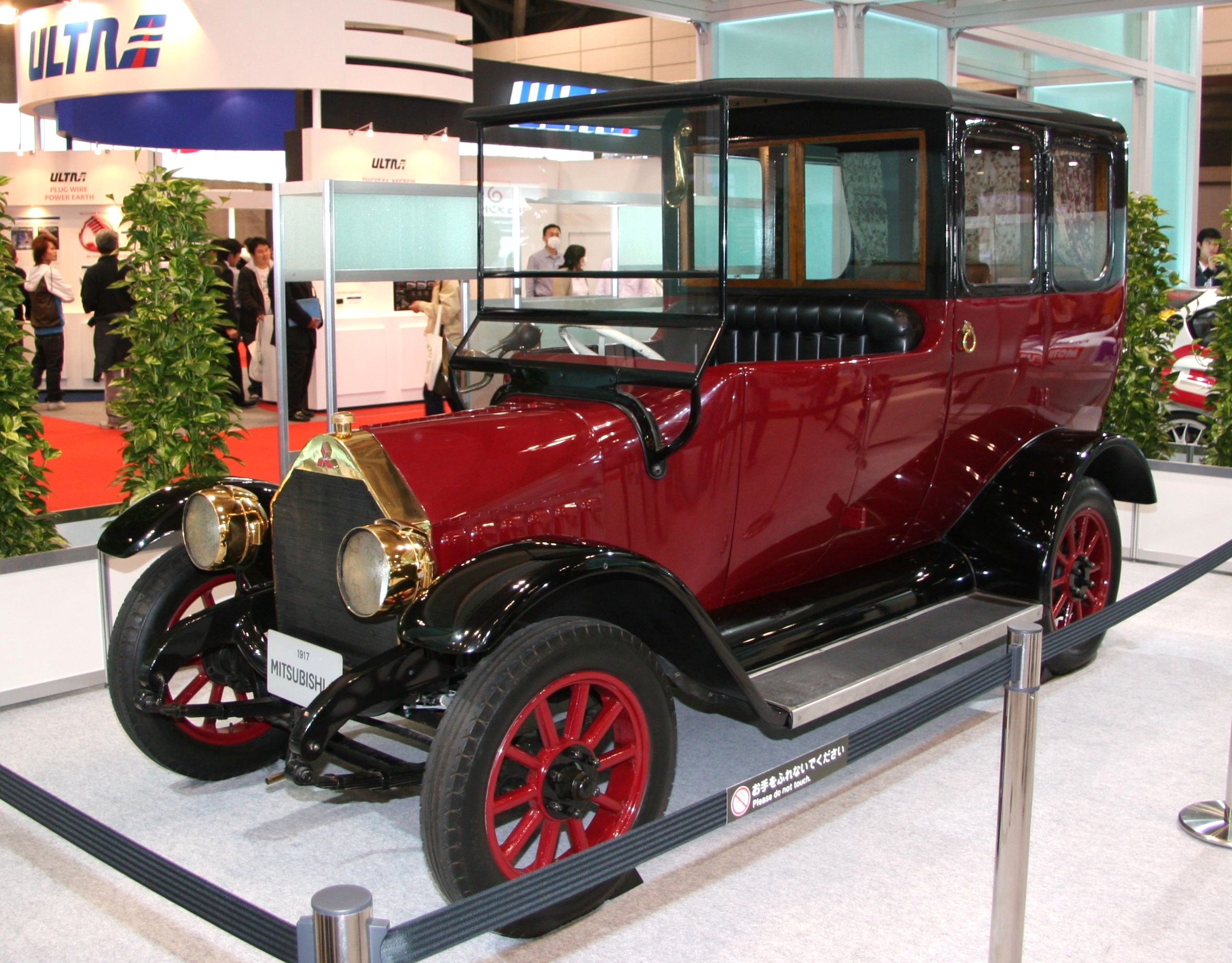
三菱A型车于1917年投产。

二战前日本生产的汽车往往以欧洲或美国车型为基础。1917年的三菱A型车以菲亚特A3-3设计为基础。（该车型被认为是日本第一款量产汽车，共生产了22辆。）20世纪30年代，日产汽车的汽车以Austin 7和Graham-Paige设计为基础，而丰田AA型车则以克莱斯勒Airflow为基础。20世纪30年代，Ohta以福特车型为基础生产汽车，而五十铃的前身Chiyoda和Sumida则生产类似于通用汽车产品的汽车，如1935年的庞蒂亚克和20世纪30年代的LaSalle。
尽管日本政府加大了对汽车产业的补贴，但日本公司的汽车制造业仍举步维艰。1923年的关东大地震摧毁了日本大部分新兴基础设施，卡车和建筑设备制造业从灾后重建中受益匪浅。柳濑株式会社是美国车的经销商，通过进口GMC卡车和建筑设备为灾后重建做出了贡献。通过引进美国产品，日本制造商能够研究进口车辆并开发自己的产品。
20世纪初期，日本铁道省基本垄断了交通运输和劳务，私营汽车公司应运而生，进一步实现了交通基础设施的现代化。
从1925年到第二次世界大战爆发，众多欧美车企纷纷来到日本设厂，并主导了日本市场。福特日本汽车公司于1925年成立，并在横滨设立了生产工厂。通用日本汽车公司于1927年在大阪成立。克莱斯勒也进入日本市场，与当地车企合资设厂。1925年至1936年间，美国三大汽车制造商的日本分厂共生产了208,967辆汽车，而国内制造商共生产了12,127辆汽车。1936年，日本政府通过了《汽车制造业法》，旨在促进国内汽车业发展，减少外国竞争；具有讽刺意味的是，这阻止了福特在横滨建立综合工厂的动工，该工厂仿照英国的达格纳姆工厂，旨在服务于亚洲市场，这将使日本成为主要出口国。相反，到了193年，外国车企被迫撤出日本。在日本军部的指导下，由于中国抗日战争，刚刚起步的汽车生产工作被转向重型卡车生产，而五十铃TX是三家日本公司共同努力制造标准化军用重型卡车的成果。
第二次世界大战期间，丰田、日产、五十铃和東急黑鐵工業为日本帝国陆军制造大量卡车和摩托车，黑铁于1936年推出了世界上第一辆量产的四轮驱动汽车，名为黑铁95型。二战后的头十年，汽车产量有限，直到1966年，大多数生产都是卡车（包括三轮车）。此后，乘用车占据了市场主导地位。日本汽车设计也继续模仿或源自欧洲和美国的设计。20世纪50年代，出口量非常有限，仅乘用车占当时总产量的3.1%。

### 20世纪60年代至今
20世纪60年代，日本车企开始在国内市场上展开正面竞争，各车型相互竞争。最受欢迎的紧凑型轿车丰田卡罗拉和日产蓝鸟之间的“CB战争”就是一个典型例子。虽然最初给消费者带来了好处，但不久之后，研发支出激增，其他公司也推出了来自马自达、斯巴鲁、五十铃、大发和三菱的竞争紧凑型轿车。20世纪80年代末和90年代初，日本车企进入了“超级设计”和“超级装备”阶段；军备竞赛导致产品竞争力下降，尽管生产效率很高。

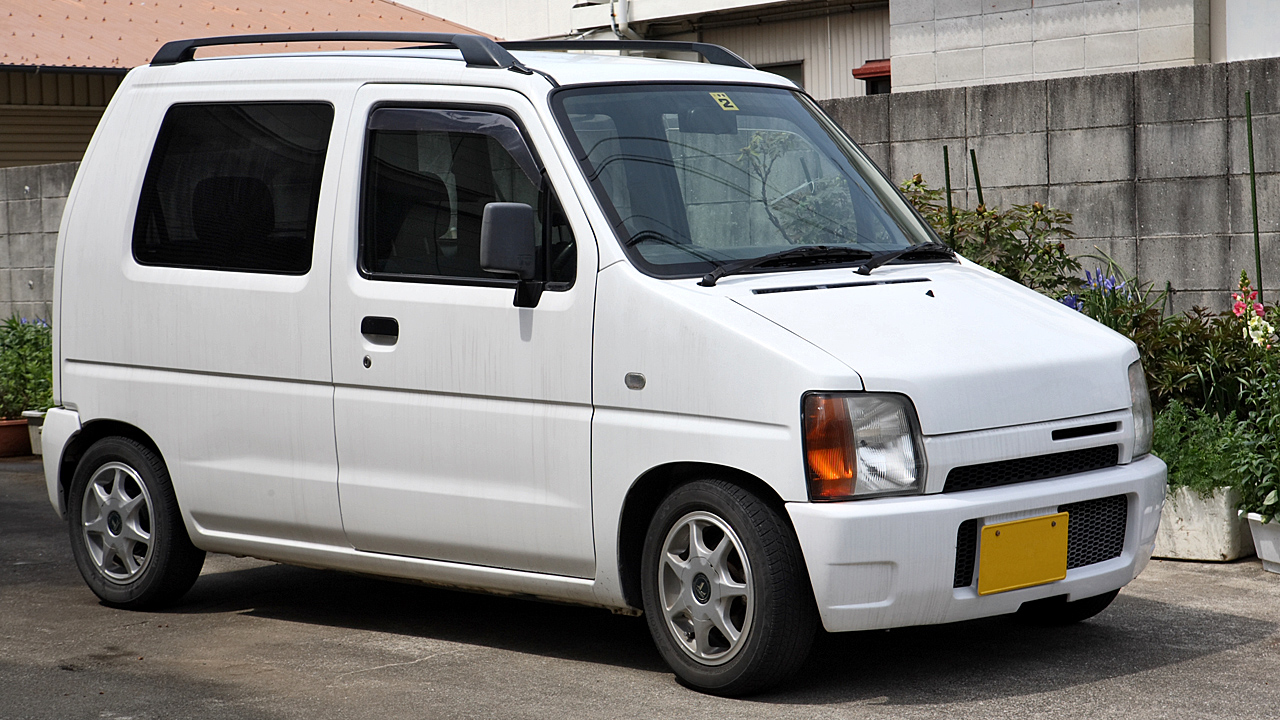
第一辆铃木旅行车R，1993年，成为全国最畅销的轻型车

20世纪60年代，日本汽车制造商在国内市场推出了大量新型“K-car”；踏板车和摩托车仍然占据主导地位，1960年的销量达到147万辆，而轻型车仅有36,000辆。这些轻型车通常配备非常小的发动机（排量低于360cc，但有时出口时会配备高达600cc的发动机），以使税率远低于大型汽车。日本的普通人现在仍能够买得起汽车，这大大促进了汽车销量，并推动汽车行业发展成为今天的样子。这个新时代的首款车型实际上是在1958年推出的斯巴鲁360。它被称为“瓢虫”，其重要性可与德国的大众甲壳虫相媲美。其他重要车型包括铃木Fronte、大发Fellow Max、三菱Minica、马自达Carol和本田N360。
然而，轻型车的设计非常简约，对于大多数家庭用车来说太小了。20世纪60年代最受欢迎的经济型汽车是700-800 cc级，代表车型有丰田Publica、三菱Colt 800和第一代马自达323。然而，到60年代末，这些（通常是二冲程）汽车被配备四冲程发动机的全一升汽车所取代，这一举措由日产 1966年的日产Sunny引领。于是，所有其他车企都迅速效仿，只有丰田除外，丰田为其卡罗拉配备了1.1升发动机 - 额外的100 cc在当时的广告中被大力宣传。这些小型家用车在已经不断扩大的市场中占据了越来越大的份额。在日本销售的所有车辆每年都根据外部尺寸和发动机排量征税。这是由1950年通过的立法确定的，该立法为两个分类确定了税级；尺寸法规和发动机排量。税收是日本消费者选择哪种车辆的主要考虑因素，并指导制造商确定市场将购买哪种类型的车辆。

#### 扩大出口

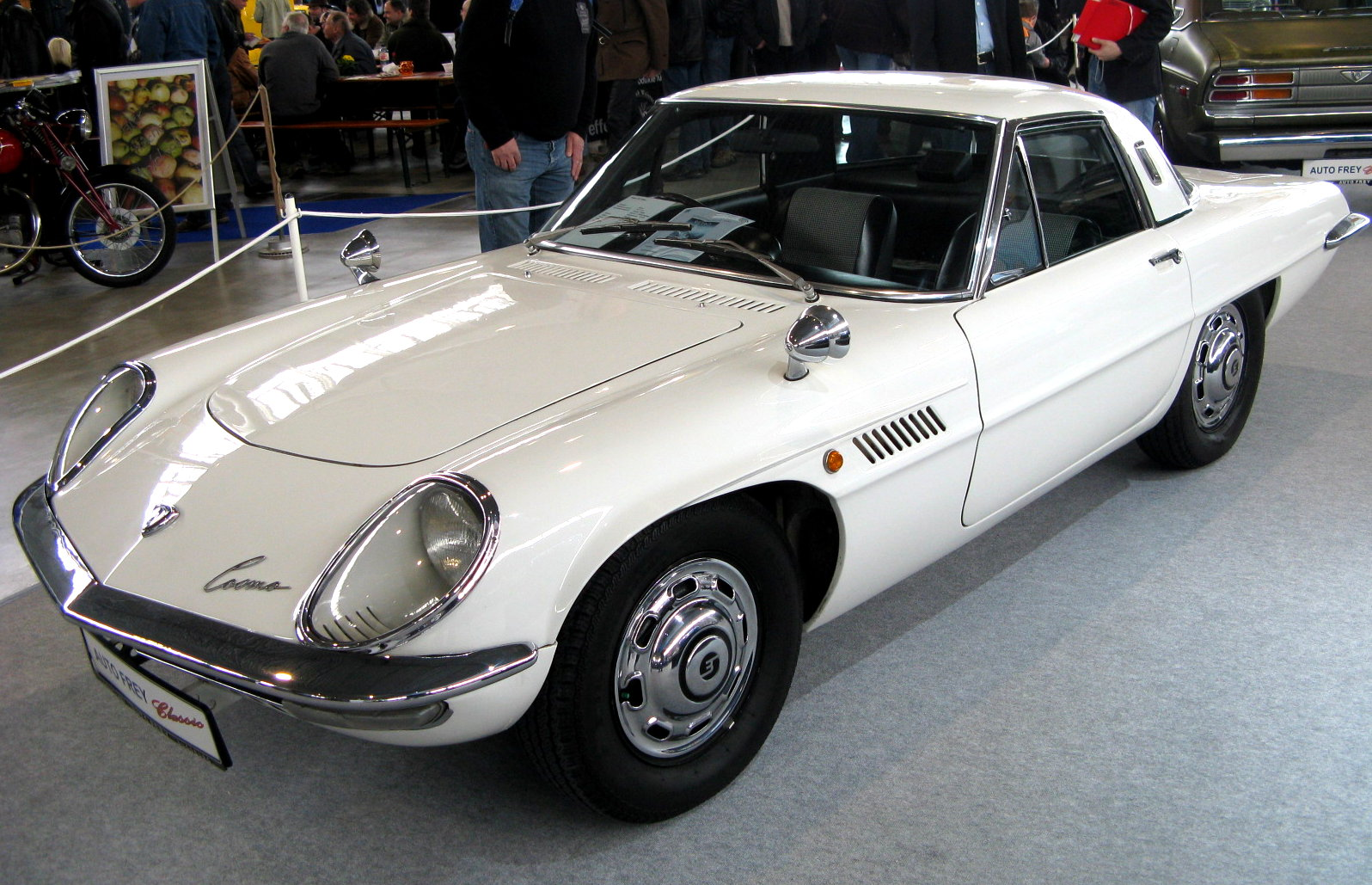
1967年的马自达Cosmo，首批两款采用汪克尔转子发动机的量产汽车之一

六十年代乘用车出口量与前十年相比增长了近两百倍，占总产量的17.0%。但这还只是个开始。20世纪70年代，国内需求的快速增长和日本车企向国外市场的扩张进一步加速了增长。1973年石油危机以及当时日元对美元、英镑和西德马克的汇率加剧了汽车出口。乘用车出口量从1965年的100,000辆增长到1975年的1,827,000辆。20世纪70年代后，随着三菱（作为道奇汽车）和本田开始在美国销售汽车，日本的汽车产量继续快速增长。20世纪70年代，越来越多的车企进入美国和其他海外市场，到20世纪80年代，日本车企在美国和全球市场上站稳了脚跟。
20世纪70年代初，日本电子制造商开始为汽车行业生产集成电路、微处理器和微控制器，包括用于车载娱乐、自动雨刷、电子锁、仪表板和发动机控制的IC和微控制器。日本汽车行业比美国汽车行业早几年就广泛采用IC。
20世纪70年代初，日系车开始受到英国买家的青睐，其中日产的达特桑牌汽车（日产品牌直到1983年才在英国注册的车型上使用）尤其受欢迎，并因其可靠性和低运行成本在英国赢得了声誉，尽管生锈是一个主要问题。出口非常成功，以至于日系车被视为对许多国家汽车工业的严重威胁，例如意大利、法国、英国和美国。几个国家实施了进口配额，将日本制造的汽车的销量限制在法国整体市场的3%和意大利的1.5%。至於美国，日本政府迫于压力同意自1981年开始实行年度出口配额。对于其他国家，例如英国，日本进口商达成了限制进口的“君子協定”，以阻止更严格的官方配额。结果，日本车企扩大了汽车的本地生产，在北美和欧洲建立工厂，同时也利用了配额未涵盖的第三国已经建立的工厂。因此，南非制造的“大发夏利”在意大利销售，而一些澳大利亚制造的三菱汽车则销往北美和欧洲。

#### 领先世界

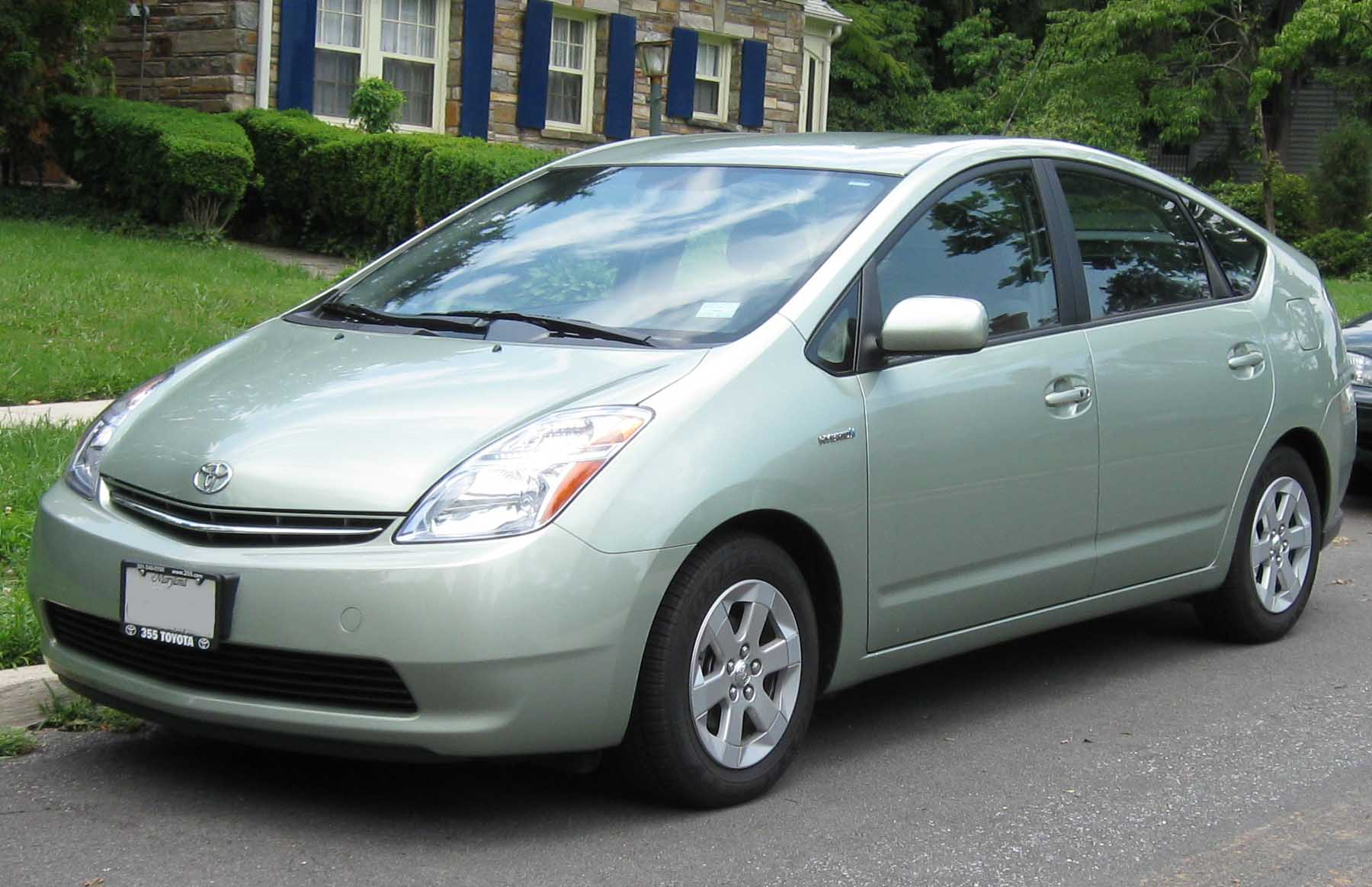
丰田普锐斯，2005年欧洲年度汽车，第一款也是最畅销的量产混合动力汽车

整个20世纪90年代，日本车企生产的汽车价格实惠、质量可靠、备受欢迎，并于2000年成为世界最大的汽车生产国。然而，近年来，其市场份额略有下降，特别是由于来自韩国、中国和印度的新旧竞争。尽管如此，日本汽车业仍继续蓬勃发展，其市场份额再次上升，2008年第一季度，丰田超越美国通用汽车，成为世界最大的汽车制造商。如今，日本是世界第三大汽车市场（仅次于美国和中国），也是世界第二大汽车生产国，其品牌汽车在国际上占有一席之地。汽车出口仍然是该国最赚钱的出口产品之一，也是最近经济危机复苏计划的基石。截止2019年，日本是世界第二大汽车出口国。

## 时间线
- 1907 - 初土制造株式会社成立
- 1911 - 快进社汽车工厂成立
- 1917 - 三菱汽车产出第一辆汽车
- 1917 - =日本内燃机株式会社（并入日产）由牧田哲二创立，当时是一家小公司集工社
- 1918 - 五十铃产出第一辆车
- 1920-1925 - Gorham/Lila-汽车生产成立（并入达特桑）
- 1924-1927 - 大友铁工株式会社在东京白洋舍铁工所建造
- 1931 - Mazda-Go - 由东洋工业公司制造，后来演变为马自达
- 1934-1957 - Ohta牌轿车开始投产
- 1936 - 世界上第一辆四轮驱动汽车“黑铁95式”问世
- 1936 - 丰田产出第一辆汽车（丰田AA）
- 1952-1966 - 王子汽车开始运营（并入日产）
- 1953-1967 - 日野汽车开始汽车生产（并入丰田）
- 1954 - 斯巴鲁产出第一辆车（斯巴鲁P-1）
- 1955 - 铃木产出第一辆车（Suzulight）
- 1957 - 大发产出第一辆车（大发Midget）
- 1963 - 本田的第一辆量产车（本田S500）
- 1966 - 有史以来最畅销的汽车之一丰田卡罗拉推出；日产在墨西哥库埃纳瓦卡开设了第一家北美工厂，名为日产墨西哥工厂
- 1967 - 日本汽车工业协会成立
- 1967 - 马自达Cosmo是首批采用汪克尔转子发动机的两款量产汽车之一
- 1977 - 自愿出口限制对英国的出口五年；该协议续签至1999年
- 1980 - 日本超越美国，成为汽车制造业第一大国；日产美国公司在田纳西州士麦那市的制造厂破土动工
- 1981 - 自5月起，将对美国的出口限制在每年168万辆；由于美国国内生产取代直接出口，到1990年将变得多余；欧盟多个国家也采取了类似政策[24]
- 1982 - 光岡的第一辆车1号车（BUBU接驳车50）
- 1991 - 马自达HR-X是首批氢能（与汪克尔转子发动机相结合）汽车之一
- 1997 - 丰田普锐斯是第一款量产的混合动力汽车
- 2004 - 三菱汽车陷入缺陷掩盖丑闻
- 2006 - 日本超越美国，再次成为第一大汽车制造国。
- 2008 - 丰田超越通用汽车，成为全球最大汽车制造商。
- 2008 - 日本汽车业首次受到由“大衰退”引发的“2007年—2008年環球金融危機”的影响。
- 2009 - 日本被中国超越，成为汽车制造业第二大国。
- 2010 - 丰田汽车大召回
- 2011 - 东日本大震灾以及福岛核灾难第二次重创日本汽车生产。
- 2012 - 日本已故首相安倍晋三实施的“安倍经济学”计划旨在帮助日本经济复苏，导致日元贬值，并提振了该国的汽车业。[25]
- 2020 - 新冠肺炎疫情再度影响了日本汽车生产。

## 统计

### 日本各制造商产量
根据日本汽车工业协会的数据，以下是日本本土车企在日本的汽车产量。
| 制造商 | 2007      | 2008      | 2009      | 2010      | 2011      | 2012      | 2022      |
| ------ | --------- | --------- | --------- | --------- | --------- | --------- | --------- |
| 丰田   | 3,849,353 | 3,631,146 | 2,543,715 | 2,993,714 | 2,473,546 | 3,170,000 | 2,656,009 |
| 铃木   | 1,061,767 | 1,059,456 | 758,057   | 915,391   | 811,689   | 896,781   | 919,891   |
| 大发   | 648,289   | 641,322   | 551,275   | 534,586   | 479,956   | 633,887   | 869,161   |
| 马自达 | 952,290   | 1,038,725 | 693,598   | 893,323   | 798,060   | 830,294   | 734,833   |
| 本田   | 1,288,577 | 1,230,621 | 812,298   | 941,558   | 687,948   | 996,832   | 643,973   |
| 斯巴鲁 | 403,428   | 460,515   | 357,276   | 437,443   | 366,518   | 551,812   | 562,601   |
| 日产   | 982,870   | 1,095,661 | 780,495   | 1,008,160 | 1,004,666 | 1,035,726 | 559,314   |
| 三菱   | 758,038   | 770,667   | 365,447   | 586,187   | 536,142   | 448,598   | 440,762   |
| 其他   | 25        | 30        | 0         | 0         | 0         | 0         | -         |
| 总计   | 9,944,637 | 9,928,143 | 6,862,161 | 8,310,362 | 7,158,525 | 8,554,219 | 7,386,544 |

| 制造商   | 2007      | 2008      | 2009    |
| -------- | --------- | --------- | ------- |
| 丰田     | 291,008   | 271,544   | 178,954 |
| 铃木     | 156,530   | 158,779   | 150,245 |
| 大发     | 138,312   | 151,935   | 132,980 |
| 五十铃   | 236,619   | 250,692   | 118,033 |
| 日产     | 188,788   | 189,005   | 109,601 |
| 三菱     | 88,045    | 83,276    | 61,083  |
| 日野     | 101,909   | 101,037   | 62,197  |
| 斯巴鲁   | 72,422    | 64,401    | 51,123  |
| 三菱扶桑 | 131,055   | 115,573   | 49,485  |
| 本田     | 43,268    | 33,760    | 28,626  |
| 马自达   | 43,221    | 39,965    | 23,577  |
| UD卡车   | 44,398    | 45,983    | 18,652  |
| 其他     | 2,445     | 2,449     | 545     |
| 总计     | 1,538,020 | 1,508,399 | 985,101 |

| 制造商   | 2007    | 2008    | 2009   |
| -------- | ------- | ------- | ------ |
| 丰田     | 85,776  | 109,698 | 69,605 |
| 三菱扶桑 | 10,225  | 10,611  | 4,982  |
| 日产     | 7,422   | 8,416   | 4,479  |
| 日野     | 4,984   | 5,179   | 4,473  |
| 五十铃   | 3,668   | 3,221   | 2,077  |
| UD卡车   | 1,595   | 1,977   | 1,179  |
| 总计     | 113,670 | 139,102 | 86,795 |

## 主要生产商
- 丰田汽车
  - 凌志
  - 大發工業
  - 日野汽車
- 速霸陸汽車
- 马自达
- 五十鈴
  - UD卡車
- 鈴木 (公司)
- 本田技研工业
  - 索尼本田行動公司（英语：Sony Honda Mobility）
- 日產汽車
  - 日產無限
- 三菱汽车
- 三菱扶桑卡客車
- 光岡汽車